# Institut for Statskundskab (Københavns Universitet)
 For alternative betydninger, se Institut for Statskundskab. (Se også artikler, som begynder med Institut for Statskundskab)
Institut for Statskundskab ved Københavns Universitet blev grundlagt i 1960 som Institut for Samfundsvidenskab og Statskundskab. Fra 1965 begyndte instituttet at optage de første samfundsvidenskabelige studerende og siden 1991 kaldes dimittenderne MSc i statskundskab. I dag tilbyder instituttet en bacheloruddannelse (BSc) i statskundskab og samfundsfag samt flere masteruddannelser, herunder en MSc i statskundskab og adskillige cand.mag.-uddannelser. Fra år 2015 tilbyder instituttet desuden en masteruddannelse i sikkerheds- og risikoledelse i samarbejde med Copenhagen Business School (CBS). 
Instituttet har følgende forskningscentre:
- Center for Europæisk Politik
- Center for Militære Studier
- Center for Resultater, Effekter, Måling og Evaluering
- Center for Valg og Partier
- Centre for Advanced Security Theory
- Centre for Anthropological, Political, and Social Theory
- Centre for Health Economics and Policy
- Centre for Resolution of International Conflicts
- Nordisk Institut for Asienstudier
- Public Policy and Management Lab

Instituttet har 1800 studerende og er akademisk center for 76 forskere, 41 ph.d.-studerende og 20 administrativt ansatte.  Instituttet ligger i det gamle Kommunehospital fra 1863 i København og er en del af Center for Sundhed og Samfund ved Københavns Universitet.
På 2018-listen fra QS World University Rankings - der rangerer forskningsinstitutioner ud fra en række parametre - lå Institut for Statskundskab som nr. 8 i Europa og nr. 29 i verden inden for forskning i politik og international politik. 

## Fodnote
1. ↑  Institut for Statskundskab, hjemmeside
2. ↑  "Strategy 2017-2021" (PDF). Arkiveret fra originalen (PDF) 7. marts 2018. Hentet 7. marts 2018.
3. ↑  Institut for Statskundskab  Arkiveret 8. marts 2018 hos  Wayback Machine

55°41′17″N 12°34′12″Ø / 55.68805517°N 12.57008171°Ø